# Tour of Alberta 2016
Die 4. Tour of Alberta 2016 war ein kanadisches Straßenradrennen. Das Etappenrennen fand vom 1. bis zum 5. September 2016 statt. Zudem gehörte das Radrennen zur UCI America Tour 2016 und war dort in der Kategorie 2.1 eingestuft.

## Teilnehmende Mannschaften
| WorldTeams (2)- Trek-Segafredo - Cannondale-Drapac Professional Continental Team- UnitedHealthcare Continental Teams (9)- Axeon-Hagens Berman - Holowesko-Citadel-Hincapie Sportswear - Amore & Vita-Selle SMP - H&R Block - Jelly Belly-Maxxis - Lupus Racing - Rally Cycling - Silber - Skydive Dubai-Al Ahli Club Nationalmannschaft- Kanada |
| |

## Etappen
| Etappe    | Datum   | Etappenorte                    | type             | Länge (km) | Etappensieger     | Gesamtführender |
| --------- | ------- | ------------------------------ | ---------------- | ---------- | ----------------- | --------------- |
| 1. Etappe | 1. Sep. | Lethbridge – Lethbridge        | Hügelige Etappe  | 106,9      | Colin Joyce       | Colin Joyce     |
| 2. Etappe | 2. Sep. | Kananaskis Village – Olds      | Hügelige Etappe  | 182        | Tanner Putt       | Colin Joyce     |
| 3. Etappe | 3. Sep. | Rocky Mountain House – Drayton | Hügelige Etappe  | 181,2      | Evan Huffman      | Evan Huffman    |
| 4. Etappe | 4. Sep. | Edmonton – Edmonton            | Einzelzeitfahren | 12,1       | Bauke Mollema     | Robin Carpenter |
| 5. Etappe | 5. Sep. | Edmonton – Edmonton            | Hügelige Etappe  | 124,1      | Francisco Mancebo | Robin Carpenter |

## Gesamtwertung
| \| Gesamtwertung \| Gesamtwertung \| Gesamtwertung \| Gesamtwertung \| Gesamtwertung \| \| Fahrer \| Fahrer \| Land \| Team \| Zeit \| \| ------------- \| ------------------ \| ------------------ \| ------------------------------------- \| ---------------- \| \| 1. \| Robin Carpenter \| Vereinigte Staaten \| Holowesko-Citadel-Hincapie Sportswear \| 13 h 35 min 31 s \| \| 2. \| Bauke Mollema \| Niederlande \| Trek-Segafredo \| + 1 s \| \| 3. \| Evan Huffman \| Vereinigte Staaten \| Rally Cycling \| + 7 s \| \| 4. \| Colin Joyce \| Vereinigte Staaten \| Axeon-Hagens Berman \| + 18 s \| \| 5. \| Alexander Cataford \| Kanada \| Silber Pro Cycling \| + 32 s \| \| 6. \| Daniel Eaton \| Vereinigte Staaten \| UnitedHealthcare \| + 35 s \| \| 7. \| Nigel Ellsay \| Kanada \| Silber Pro Cycling \| + 52 s \| \| 8. \| Antoine Duchesne \| Kanada \| Direct Énergie \| + 53 s \| \| 9. \| Alex Howes \| Vereinigte Staaten \| Cannondale-Drapac \| + 1 min 01 s \| \| 10. \| Angus Morton \| Australien \| Jelly Belly-Maxxis \| + 1 min 03 s \| |                    |                    |                                       |                  |
| |                    |                    |                                       |                  |
| Quelle: ProCyclingStats |                    |                    |                                       |                  |
| Gesamtwertung |                    |                    |                                       |                  |
| Fahrer | Fahrer             | Land               | Team                                  | Zeit             |
| 1. | Robin Carpenter    | Vereinigte Staaten | Holowesko-Citadel-Hincapie Sportswear | 13 h 35 min 31 s |
| 2. | Bauke Mollema      | Niederlande        | Trek-Segafredo                        | + 1 s            |
| 3. | Evan Huffman       | Vereinigte Staaten | Rally Cycling                         | + 7 s            |
| 4. | Colin Joyce        | Vereinigte Staaten | Axeon-Hagens Berman                   | + 18 s           |
| 5. | Alexander Cataford | Kanada             | Silber Pro Cycling                    | + 32 s           |
| 6. | Daniel Eaton       | Vereinigte Staaten | UnitedHealthcare                      | + 35 s           |
| 7. | Nigel Ellsay       | Kanada             | Silber Pro Cycling                    | + 52 s           |
| 8. | Antoine Duchesne   | Kanada             | Direct Énergie                        | + 53 s           |
| 9. | Alex Howes         | Vereinigte Staaten | Cannondale-Drapac                     | + 1 min 01 s     |
| 10. | Angus Morton       | Australien         | Jelly Belly-Maxxis                    | + 1 min 03 s     |

## Wertungssieger
| Etappe         | Etappensieger     | Gesamtwertung   | Punktewertung | Bergwertung   | Nachwuchswertung | Teamwertung        |
| -------------- | ----------------- | --------------- | ------------- | ------------- | ---------------- | ------------------ |
| 1              | Colin Joyce       | Colin Joyce     | Colin Joyce   | Danilo Celano | Colin Joyce      | Silber Pro Cycling |
| 2              | Tanner Putt       | Colin Joyce     | Colin Joyce   | Danilo Celano | Colin Joyce      | Silber Pro Cycling |
| 3              | Evan Huffman      | Evan Huffman    | Evan Huffman  | Danilo Celano | Colin Joyce      | Silber Pro Cycling |
| 4              | Bauke Mollema     | Robin Carpenter | Evan Huffman  | Danilo Celano | Colin Joyce      | Silber Pro Cycling |
| 5              | Francisco Mancebo | Robin Carpenter | Colin Joyce   | Danilo Celano | Colin Joyce      | Silber Pro Cycling |
| Wertungssieger | Wertungssieger    | Robin Carpenter | Colin Joyce   | Danilo Celano | Colin Joyce      | Silber Pro Cycling |